# Agama caudospinosa
Agama caudospinosa är en ödleart som beskrevs av Meek 1910. Agama caudospinosa ingår i släktet Agama och familjen agamer. Inga underarter finns listade i Catalogue of Life.
Arten är bara känd från regionen kring Mount Kenya i Kenya. Honor lägger ägg.